# الجعراء (الطيال)

تعديل مصدري - تعديل

الجعراء هي إحدى قرى عزلة قروى الطيال بمديرية الطيال التابعة لمحافظة صنعاء، بلغ تعداد سكانها 1685 نسمة حسب تعداد اليمن لعام 2004.